# Betiscoides
Betiscoides es un género de saltamontes de la subfamilia Lentulinae, familia Lentulidae. Este género se distribuye en el sur de África.
Los saltamontes del género Betiscoides tienen cuerpos delgados o muy delgados, carecen de alas y no son voladores. Tienen una cabeza cónica y las antenas se estrechan entre sí. Los individuos se encuentran entre las plantas de humedales en forma de juncos del género Restio. Las tres especies están clasificadas como En Peligro en la Lista Roja de la UICN.

## Especies
Las siguientes especies pertenecen al género Betiscoides:
- Betiscoides meridionalis Sjöstedt, 1923
- Betiscoides parva Key, 1937
- Betiscoides sjostedti Key, 1937